# Jamrzyno
Jamrzyno (kaszb. Jamrzëno, niem. Jamrin) – osada w Polsce położona w województwie pomorskim, w powiecie słupskim, w gminie Dębnica Kaszubska i nad rzeką Skotawą. Miejscowość wchodzi w skład sołectwa Motarzyno.
Według stanu na 30 czerwca 2018 liczba mieszkańców wynosiła 27. 30 września 2013 w osadzie mieszkały trzy osoby mniej.

## Nazwa
Polska nazwa Jamrzyno została nadana 15 marca 1947 rozporządzeniem Ministrów Administracji Publicznej i Ziem Odzyskanych o przywróceniu i ustaleniu urzędowych nazw miejscowości, zastępując niemieckie Jamrin.
Rada Języka Kaszubskiego proponuje kaszubską formę nazwy Jamrzëno.

## Historia
W latach 1975–1998 miejscowość administracyjnie należała do województwa słupskiego.
Około dwóch kilometrów na południe od Jamrzyna znajdowała się nieistniejąca już osada Klein Podeler Wald.

### Dwór
W okresie pruskiej administracji Jamrzyno stanowiło majątek rycerski z dworem. W 1938 zajmował on 339 ha, z czego 288 ha stanowiły lasy, 20 ha grunty orne, 18 ha pastwiska, 3 ha wody powierzchniowe, 2 ha drogi i ścieżki, nieużytki, a także dziedziniec dworu.

### Cmentarz ewangelicki
W lesie na wschód od Jamrzyna, tuż przy jednej z dróg prowadzących do nieistniejącego już dworu, znajduje się cmentarz niemieckich mieszkańców osady, założony na planie kwadratu. Zachowały się nieliczne fragmenty nagrobków. Wskazują one jednak na to, że w latach funkcjonowania cmentarza, ten charakteryzował się dużą różnorodność form nagrobkowych. Były to m.in. kamienne postumenty, na których umieszczano żeliwne bądź drewniane krzyże, ażurowe ogrodzenia żeliwne, mogiły w kamiennych ramach, postumenty w kształcie pnia dębu. Teren jest otoczony drewnianym płotem.

### Przystanek kolejowy
Przy skrzyżowaniu drogi wojewódzkiej nr 210 z drogą do Spola, na zachód od zabudowań w Jamrzynie, znajdował się przystanek kolejowy, będący częścią linii kolejowej Słupsk–Budowo. Pierwszy odcinek, tj. ze Słupska do Dębnicy Kaszubskiej, oddano do użytkowania 15 sierpnia 1894. 12 października 1895 nastąpiło otwarcie następnego fragmentu tejże linii, tj. do Jamrzyna. Ostatecznie, 1 sierpnia 1906 tory przedłużono do Budowa. Planów połączenia z linią Bytów-Lębork nigdy nie zrealizowano.

### Szkoła

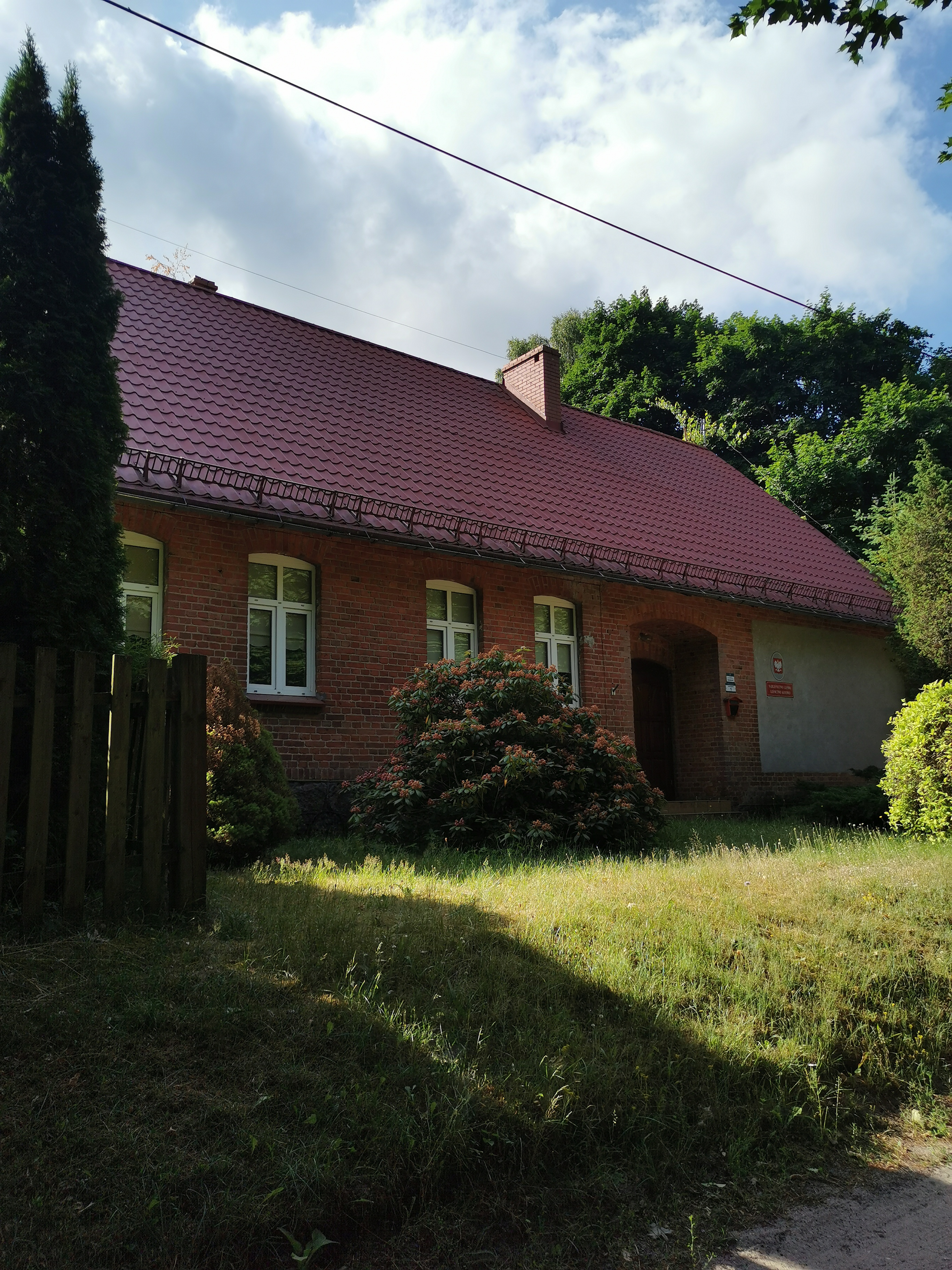
Budynek, w którym dawniej mieściła się szkoła. Obecnie (2021) leśniczówka Leśnictwa Kotowo.

Co najmniej do 1932 w miejscowości znajdowała się jednostopniowa szkoła powszechna. W 1932 pracował w niej jeden nauczyciel, a uczęszczało do niej 28 uczniów.